# LG
LG Group (korejsko 주식회사 엘지) je tretja največja južnokorejska korporacija, katere največje podružnice so LG Electronics, LG Telecom in LG Chem, ki delujejo v več kot 80 državah po vsem svetu. 
LG je leta 1947 pod imenom Lak Hui ustanovil Koo In Hwoi. Leta 1952 je Lak Hui (trenutno LG Chem) postalo prvo korejsko podjetje, ki se je vključilo v industrijo plastike. Približno 10 let kasneje, leta 1958, je Lak Hui ustanovil podružnico GoldStar (trenutno LG Electronics), namenjeno proizvodnji elektronike.
Leta 1958 je GoldStar razvil prvi korejski radio, osem let za tem pa še prvo korejsko televizijo. Lak Hui (ki se je kasneje preimenoval v Lucky), pa je poleg plastike izdeloval kozmetiko in belo tehniko.
Leta 1995 se je podjetje, da bi postalo bolj konkurenčno na zahodnih trgih, preimenovalo v LG. Čeprav je ime izvirno pomenilo Lucky Goldstar, se to ime ne uporablja več, namesto tega se beseda LG zdaj povezuje s sloganom »Life's Good« (življenje je dobro).